# Nexus: The Jupiter Incident
Nexus: The Jupiter Incident ist ein Science-Fiction-Echtzeit-Taktikspiel, das von Mithis Entertainment entwickelt wurde und von Vivendi Universal Games in Nordamerika sowie von HD Interactive in Deutschland 2004 für Microsoft Windows veröffentlicht wurde. 2007 wurde es bei Steam und 2012 bei GOG.com digital wiederveröffentlicht.

## Entwicklung
Die Veröffentlichung war zunächst bereits für 2001 geplant, wurde aber mehrfach umgearbeitet. Nexus: The Jupiter Incident war zunächst als Nachfolger zu Imperium Galactica II unter dem Titel Imperium Galactica 3 geplant, jedoch wurde in der Entwicklung das Spiel umbenannt und zu einem mehr taktisch orientierten Spiel umgebaut. Davor war es unter dem Arbeitstitel Galaxy Andromeda in Arbeit.
Zehn Jahre nach Veröffentlichung erhielt das Spiel einen Patch seitens der Entwickler, der Komfortfunktionen und höhere Bildschirmauflösungen nachrüstet.

## Rezeption
Dirk Gooding und Christoph Holowaty von PC Games bewerteten Grafik, Spezialeffekte und Soundtrack als filmreif. Lediglich die Rahmenhandlungen seien dünn. Andreas Bertitis von PC Action hingegen empfand die Geschichte trotz langwieriger Dialoge als spannend. Das Spielgeschehen sei taktisch bei einer gleichzeitig einfachen Bedienung. Bodo Naser von 4Players lobte ebenfalls die gut in Szene gesetzten Raumschlachten. Die Missionen seien abwechslungsreich entwickelt. Lediglich bei der Geräuschkulisse gäbe es kleinere Schwächen.